# Richland, Nebraska
Richland är en ort (village) i Colfax County i Nebraska. Vid 2020 års folkräkning hade Richland 70 invånare.